# إريك تينكلر
إريك تينكلر (بالإنجليزية: Eric Tinkler)‏ هو لاعب كرة قدم ومدرب كرة قدم جنوب أفريقي في مركز الوسط، ولد في 30 يوليو 1970 في روديبورت في جنوب أفريقيا. شارك مع منتخب جنوب أفريقيا لكرة القدم. أما مع النوادي، فقد لعب مع بيدفيست ويتس وفيتوريا سيتوبال ونادي بارنسلي ونادي كالياري.

## وصلات خارجية
- إريك تينكلر على موقع الاتحاد الدولي (مؤرشف)  (الإنجليزية)
- إريك تينكلر على موقع قاعدة بيانات كرة القدم.إي يو (الإنجليزية)
- إريك تينكلر على موقع ناشيونال فوتبول تيمز (الإنجليزية)
- إريك تينكلر على موقع Soccerbase.com (لاعب) (الإنجليزية)
- إريك تينكلر على موقع Soccerway.com (الإنجليزية)
- إريك تينكلر على موقع عالم كرة القدم.نت (الإنجليزية)